# Constitution physique
La constitution physique est l'état du corps humain inné par opposition à la condition physique acquise, par exemple par le sport. On emploie également les termes « constitution corporelle » ou « constitution du corps ».

## Somatotype
La somatotype est une tentative de relier la personnalité aux formes de la constitution physique du corps humain une fois la croissance adolescente terminée.

## Autres usages du terme
Le terme est également utilisé en géologie.